# Phascolionidae
Phascolionidae is een familie in de taxonomische indeling van de Sipuncula (Pindawormen).
De familie Phascolionidae werd in 1985 beschreven door Cutler & Gibbs.

## Geslachten
De familie Phascolionidae omvat de volgende geslachten:
- Onchnesoma
- Phascolion